# Pont-Évêque
Pont-Évêque ist eine französische Gemeinde mit 5843 Einwohnern (Stand: 1. Januar 2022) im Département Isère in der Region Auvergne-Rhône-Alpes. Sie gehört zum Arrondissement Vienne und zum Kanton Vienne-1. 

## Geographie
Die Gemeinde liegt rund drei Kilometer östlich von Vienne und 25 Kilometer südlich von Lyon in der Landschaft Dauphiné. Umgeben wird Pont-Évêque von den Nachbargemeinden Serpaize im Norden, Septème im Osten, Estrablin im Süden und Südosten sowie Vienne im Westen und Südwesten.

## Bevölkerungsentwicklung
| Jahr                       | 1962 | 1968 | 1975 | 1982 | 1990 | 1999 | 2006 | 2017 |
| -------------------------- | ---- | ---- | ---- | ---- | ---- | ---- | ---- | ---- |
| Einwohner                  | 1881 | 2148 | 5636 | 5542 | 5385 | 5067 | 5105 | 5210 |
| Quellen: Cassini und INSEE |      |      |      |      |      |      |      |      |